# In Sympathy
In Sympathy es una canción del grupo inglés de música electrónica Depeche Mode compuesta por Martin Gore, publicada en el álbum Sounds of the Universe de 2009.

## Descripción
Es una optimista función endeudada con un sonido meramente synth pop, como algunas otras del álbum, conducida por un marcado efecto de sintetizador con una letra dirigida a la juventud, complementado con cuerdas de guitarra medianamente retocadas por el elemento electrónico, lo cual recuerda de un modo distante las épocas cuando el grupo comenzaba el experimentalismo de fundir elementos electrónicos y acústicos en el álbum Construction Time Again.
En realidad es una de las más sintéticas de la colección aunque en una forma muy suave y desenfadada que bien puede oírse como una pieza comercial por su sonido retrospectivo y por no comprometer excesivamente su planteamiento lírico, sin embargo a la vez una muestra del dominio de DM sobre su tan sonada impronta en el género.
Salvo por las cuerdas que cubren los puentes y los coros, toda la musicalización está hecha de modo sintético, incluso el efecto de percusión, apoyándose principalmente en la letra animosa y encomiástica.
Pese a su suavidad y aparente efectismo, "In Sympathy" mantiene consistencia con el resto de los temas del álbum recargándose al lado más sintético de DM pero sin opacar por completo los elementos acústicos que incorporaran desde su tercer álbum. Así, aunque es un tema relativamente ligero ejemplifica también la actual tendencia pop del grupo tras haber estado durante muchos años enfrascados en una vertiente mucho más alternativa rayana en el auténtico rock.
Comienza con una base sintética que resulta muy artificial, complementada por efectos varios hasta llegar a una notación de guitarra, para pasar a su letra, siendo las estrofas sólo electrónicas mientras en el coro, a dos voces como es frecuente en DM, vuelve el discreto acompañamiento de cuerdas, puente sintético con cuerdas y segunda estrofa sólo con el elemento electrónico, estribillo también sólo sintético y segundo coro, para llegar a la coda de nuevo totalmente electrónica.
De tal modo es también uno de los temas que hacen hincapié en la artificialidad de la música de DM, como "Fragile Tension", "Peace" o la propia "Come Back" del mismo álbum, aunque resulta sobre todo similar a "Perfect" en la forma de su musicalización, dejando sus elementos acústicos sólo como un acompañamiento, un complemento para una purista función sintética con una lírica desenfadada y alegre.
En suma, un tema de sonido retrospectivo para el grupo que marcara la apoteosis del género electrónico.
El único par de ocasiones que se interpretó en vivo, para un concierto previo y en la primera presentación del Tour of the Universe en 2009, fue con una proyección de fondo en la que aparecía la imagen de una esfera llena de globos que iba vaciándose poco a poco llenando toda la pantalla con los globos sueltos hasta acabar la canción; después esta misma proyección se empleó durante toda la gira para el tema "Policy of Truth".

## En directo
La canción se interpretó sólo durante los dos primeros conciertos del Tour of the Universe, el 6 y 10 de mayo de 2009 en Luxemburgo y en Tel Aviv respectivamente, y no volvió a incorporarse en toda la gira.
La interpretación se hizo prácticamente idéntica a la del álbum, demostrando de nuevo el dominio interpretativo de las funciones electroacústicas por parte de DM.
- Datos: Q5914734